# 찰스 에드워드 스튜어트
찰스 에드워드 스튜어트(Charles Edward Stuart)는 영국과 스코틀랜드의 왕위 요구자로 제임스 2세의 손자이자 제임스의 장남이었다. 젊은 왕위 요구자로 불리며, 스코틀랜드 사람들은 보니 프린스 찰리(Bonnie Prince Charlie)라 불렀다.

## 생애

### 출생과 성장
찰스 에드워드 스튜어트는 1720년에 로마에서 태어났다. 찰스 에드워드 스튜어트의 아버지 제임스는 제임스 2세의 아들이다. 제임스 2세를 지지하는 재커바이트들은 제임스 3세가 연합왕국의 왕위에 앉아야 한다고 주장했다. 그래서 재커바이트들은 1714년에 제임스 3세를 왕위에 앉힐 것을 요구하며 한 차례 대대적으로 반란을 일으킨 바 있다. 찰스 에드워드 스튜어트는 그 후에 태어났고, 이탈리아, 프랑스, 스페인 등지에서 생활하며 무술을 배웠다.

### 자코바이트의 반란
찰스 에드워드 스튜어트는 제임스가 죽은 후 아버지의 자리, 곧 자코바이트들이 주장하는 연합왕국의 왕위 계승자 지위를 물려받았다. 그래서 자코바이트들은 찰스 에드워드 스튜어트를 왕위 계승자로 지명하고, 1745년에 찰스 에드워드 스튜어트의 왕위를 요구하며 마지막 반란을 일으켰다. 찰스 에드워드 스튜어트는 1745년 6월에 스코틀랜드로 입국했고, 이후 벌어진 자코바이트의 마지막 반란을 총 지휘했다. 그러나 1746년 컬로든 전투에서 자코바이트 군은 참패했고, 찰스 에드워드 스튜어트는 스카이 섬을 거쳐 스코틀랜드를 떠났다. 찰스 에드워드 스튜어트는 1788년 로마에서 죽었다.

## 관련 문화
많은 고전과 현대 포크송들이 찰스 에드워드 스튜어트와 관련이 있다. 예를 들어, 고전 포크송인 <뉴스 프롬 모이다트(News From Moidart)>, <컴 오버 더 스트림 찰리(Come over the Stream Charlie)>, <오버 더 워터(Over the Water)>, <컴 이 바이 어솔(Cam ye bt Atholl)>, 사운드 더 피브로크(Sound the Pibroch), <보니 무어헨(Bonnie Moorhen)>등은 찰스 에드워드 스튜어트의 상륙과 이어진 전투와 관련이 있고, <윌 이 노 컴 백 어게인<Will ye no come back again)>, <스카이의 뱃노래(Skye Boat Song)>은 재커바이트 군의 패배와 찰스 에드워드 스튜어트의 망명을 다루고 있다. 찰스 에드워드 스튜어트의 상징물은 흰 장미꽃이었다. 현대 포크송인 로지스 어브 프린스 찰리는 이 흰 장미꽃을 소재로 하고 있다.